# Годунов, Иван Иванович
Иван Иванович Годунов († 1610) — стольник, воевода, кравчий и окольничий во времена правления Фёдора Ивановича, Бориса Годунова и Смутное время.
Единственный сын боярина и воеводы Ивана Васильевича Годунова († 1602).

## Биография
Упоминается в разрядных книгах (1585), в чине стольника (1588). Находился во дворце в день приёма цесарского посла Аврама Донавского (22 мая 1597). После венчания на царство своего родственника Бориса Годунова, пожалован в кравчие (1598). Кравчий и стольник, стоял у стола Государя в день приёма шведского королевича Густава (19 августа 1599) и в день приёма шведского королевича Ивана (28 сентября 1603). В том же году пожертвовал в Ипатьевский монастырь рукописное напрестольное, обложенное серебром и украшенное жемчугом и драгоценными камнями Евангелие и другую церковную утварь. Пожалован окольничим (01 октября 1603).
Участвовал в боях против польско-литовских отрядов Лжедмитрия I (1604-1605). Назначен 1-м воеводой сторожевого полка в русской армии, отправленной в Северскую землю против Лжедмитрия (конец 1604). Участвовал в битве под Добрыничами ( 21 января 1605), где армия самозванца была разгромлена царскими полками. После смерти царя Бориса Годунова и вступления на царский престол его сына Фёдора, назначен 1-м воеводой передового полка в царской армии под Кромами, осаждёнными царским войском (апрель 1605). Большая часть правительственной армии под Кромами перешла на сторону Лжедмитрия (07 мая 1605). Окольничий Иван Иванович Годунов отказался перейти на сторону самозванца, был арестован и отправлен к Лжедмитрию I в Путивль, где его заключили в тюрьму. Летом того же года, после венчания на царство Лжедмитрия I — Годуновы и родственные им Сабуровы и Вельяминовы были отправлены в ссылку в Сибирь и Поволжье. Однако окольничий Иван Иванович Годунов был выслан из столицы в своё имение под надзор приставов. От ссылки его спасло родство с Романовыми, он был женат на Ирине, сестре патриарха Филарета Никитича Романова.
После гибели Лжедмитрия I стал служить новому царю Василию Ивановичу Шуйскому (май 1606). Попав вместе с женой в плен к Лжедмитрию II в Калуге (1610), был по его приказу сброшен с башни, но остался жив. Тогда его отвезли на середину Оки и кинули в воду, но Иван Годунов ухватился за борт, и сторонник самозванца Михаил Бутурлин отсёк ему руку, после чего окольничий на глазах жены утонул.
Похоронен в Ипатьевском монастыре.

## Семья
Жена: Ирина Никитична урождённая Романова († 06 июня 1633) — дочь боярина Никиты Романовича Захарьина-Юрьева и Евдокии Александровны Горбатой-Шуйской, сестра патриарха Филарета Романова. Вышла замуж до опалы своих родственников (до 1601) и одна из всей фамилии Романовых, вероятно по родству с Годуновыми, не попала под опалу царя Бориса Годунова. Упоминается в свадебном чине 2-й свадьбы царя Михаила Фёдоровича (05 февраля 1626). Несла из купели и принимала из неё царевича, будущего царя Алексея Михайловича (22 марта 1629). Погребена в Новоспасском монастыре. По своей сестре дал вклад в монастырь: вотчину село Елтосупово и 1000 рублей, боярин Иван Никитич Романов (09 ноябрь 1640) и по отцу и тётке боярин Никита Иванович Романов в 1500 рублей (21 января 1645).
Не оставили после себя потомства.

## Критика
Среди перечисления лиц, похороненных в Ипатьевском монастыре, имеется запись о захоронении Ивана Ивановича Годунова, в иноках Иона, убитого самозванцем Тушинским (1610). Встаёт вопрос, а когда он успел принять иночество, в связи с обстоятельствами его смерти.
В описи Новоспасского монастыря имеется запись о вкладе по боярыне Ирине Никитичне, жене Ивана Ивановича Годунова. Здесь приведена ошибка, так как муж бояриным не был. 
Аналогичная ошибка приведена в Древней российской вивлиофике, где в чине 1-й свадьбы царя Алексея Михайловича упомянуто: «в материно место, боярина Ивана Ивановича Годунова жена, боярыня Орина Никитична», та как сама свадьба состоялась в 1648 году, значительно позже её смерти. 
В некоторых источниках указан год смерти жены Ирины Никитичны († 1639), что не соответствует действительности.